# Пет Робертсон
Марион Гордон Робертсон (енгл. Marion Gordon Robertson; Лексингтон, 22. март 1930 — Вирџинија Бич, 8. јун 2023) био је амерички медијски могул, телеванђелиста, политиколог и свештеник Јужне баптистичке конвенције. Оснивач је хришћанске медијске организације Christian Broadcasting Network.
Залаже се за конзервативну хришћанску идеологију, а познат је по својим активностима у политици Републиканске странке. Повезан је са харизматичним покретом унутар протестантског евангелизма. Године 1978. основао је хуманитарну организацију Operation Blessing која је помогла милионима људи у више од 90 земаља и територија, а која је обезбедила питку воду, ублажавање глади, као и помоћ угроженој деци и негу сирочади. У више наврата се залагао за очување Косова и Метохије у саставу Србије, те је исказао забринутост због ширења ислама ка Западу.

## Биографија
Рођен је 22. марта 1930. године у Лексингтону, у Вирџинији. Син је истакнутих политичара, а има и старијег брата. У младости је добио надимак Пет од свог шестогодишњег брата Вилиса Робертсона Млађег, који је као беба уживао да га милује по образима, док би говорио „пет, пет, пет”. Касније је размишљао о томе које име би желео да користи. Сматрао је да је „Марион” превише женствено име, а „М. Гордон” непривлачно, па се определио за надимак „Пет”.
Како је навео, првобитно је планирао да буде предузетник. Године 1955. дипломирао је као један од најбољих у својој класи на Правном факултету Универзитета Јејл, али је касније пао на правосудном испиту у Њујорку, што је описао као мањи неуспех јер никада није планирао да се бави адвокатуром, а већ је имао каријеру у великој корпорацији на Вол стриту.